# Canton de Saint-Loup-Lamairé
Le canton de Saint-Loup-Lamairé est une ancienne division administrative française située dans le département des Deux-Sèvres et la région Poitou-Charentes.
Jusqu'en 1974, il se nommait « canton de Saint-Loup-sur-Thouet ».

## Géographie
Ce canton était organisé autour de Saint-Loup-Lamairé dans l'arrondissement de Parthenay. Son altitude varie de 73 m (Louin) à 166 m (Maisontiers) pour une altitude moyenne de 117 m.

## Histoire
- Il s'appelait auparavant « canton de Saint-Loup-sur-Thouet ». Il est devenu le canton de Saint-Loup-Lamairé[1] après la fusion en 1974 des communes de Lamairé et de Saint-Loup-sur-Thouet.

- De 1833 à 1848, les cantons d'Airvault et de Saint-Loup avaient le même conseiller général. Le nombre de conseillers généraux était limité à 30 par département[2].

## Administration

### Conseillers généraux de 1833 à 2015
| Période | Période          | Identité                             | Étiquette     | Qualité |
| ------- | ---------------- | ------------------------------------ | ------------- | --- |
| 1833    | 1845             | Armand Fourreau                      |               | Propriétaire Maire d'Airvault (1830-1842) |
| 1845    | 1848             | Léon-Jean Fribault                   |               | Médecin à Airvault |
| 1848    | 1852             | Joseph Jean Belliard                 |               | Capitaine en retraite à Saint-Loup-sur-Thouet |
| 1852    | 1864 (décès)     | Jacques Bernard                      |               | Propriétaire à Saint-Loup-sur-Thouet |
| 1864    | 1867             | René Morin                           |               | Médecin à Saint-Loup-sur-Thouet |
| 1867    | 1882 (décès)     | Placide Bernard (frère de J.Bernard) | Monarchiste   | Médecin à Saint-Loup-sur-Thouet |
| 1882    | 1886             | Pierre Bourdin                       |               | Notaire à Saint-Loup-sur-Thouet |
| 1886    | 1892             | Charles Bouchet                      | Républicain   | Médecin, conseiller municipal de Saint-Loup-sur-Thouet |
| 1892    | 1928             | Édouard Amédée Ducrocq               | Républicain   | Propriétaire du château d'Orfeuille, ingénieur agricole, agriculteur Maire de Gourgé                                                                          |
| 1928    | 1933 (décès)     | Eusèbe Alfred Thabeault (1872-1933)  |               | Notaire à Saint-Loup-sur-Thouet |
| 1934    | 1940             | Clément Robert                       | Rad.          | Expert - Maire de Gourgé (1925-1945) Nommé conseiller départemental en 1943                                                                                   |
|         |                  |                                      |               | |
| 1945    | 1973 (démission) | Daniel Bouchet                       | UDSR puis DVD | Médecin, ancien maire de Saint-Loup-sur-Thouet (1940-1943, démissionnaire), ancien résistant, ancien déporté à Buchenwald, ancien conseiller d'arrondissement |
| 1973    | 2001             | François Bouchet (fils du précédent) | DVD           | Directeur de la compagnie aérienne UTA Conseiller régional, Saint-Loup-sur-Thouet                                                                             |
| 2001    | 2008             | Paul Parent                          | SE            | Directeur de laiterie Maire de Saint-Loup-Lamairé (1995-2008) Président de la Communauté de communes du Val de Thouet                                         |
| 2008    | 2015             | Pascal Bironneau                     | PS            | Cadre supérieur Maire de Saint-Loup-Lamairé depuis 2014 |

### Conseillers d'arrondissement (de 1833 à 1940)
| Période                                  | Période | Identité                   | Étiquette       | Qualité |
| ---------------------------------------- | ------- | -------------------------- | --------------- | --- |
| 1833                                     | 1848    | M. Tonnet d'Orfeuille      |                 | Juge de paix à Saint-Loup-sur-Thouet                                                                        |
|                                          |         |                            |                 | |
| 1877                                     |         | M. Desmé                   | Républicain     | |
|                                          |         |                            |                 | |
| 1895                                     | 1907    | M. Moreau                  | Républicain     | |
| 1907                                     | 1919    | François Guéruchon         | Républicain     | Maire de Louin                                                                                              |
| 1919                                     | 1925    | Émile Pérault              |                 | Propriétaire aux Jumeaux                                                                                    |
| 1925                                     | 1940    | Daniel Bouchet (1894-1987) | Union nationale | Médecin, conseiller municipal de Saint-Loup-sur-Thouet                                                      |
| 1940                                     |         |                            |                 | Les conseils d'arrondissement ont été suspendus par la loi du 12 octobre 1940 et n'ont jamais été réactivés |
| Les données manquantes sont à compléter. |         |                            |                 | |

## Composition
Le canton de Saint-Loup-Lamairé groupait 7 communes et compte 4 058 habitants (population municipale) au 1er janvier 2009.
| Communes           | Population (2012) | Code postal | Code Insee |
| ------------------ | ----------------- | ----------- | ---------- |
| Assais-les-Jumeaux | 765               | 79600       | 79016      |
| Le Chillou         | 184               | 79600       | 79089      |
| Gourgé             | 921               | 79200       | 79135      |
| Louin              | 752               | 79600       | 79156      |
| Maisontiers        | 182               | 79600       | 79165      |
| Saint-Loup-Lamairé | 948               | 79600       | 79268      |
| Tessonnière        | 306               | 79600       | 79325      |

## Démographie
| 1962  | 1968  | 1975  | 1982  | 1990  | 1999  | 2006  | 2009  | - |
| ----- | ----- | ----- | ----- | ----- | ----- | ----- | ----- | - |
| 5 602 | 5 126 | 4 744 | 4 604 | 4 374 | 4 112 | 4 012 | 4 058 | - |

Avec un peu plus de 4 000 habitants, c'est le canton le moins peuplé du département au début du XXIe siècle.